# Hilal El-Helwe
Hilal Bassam El-Helwe (ur. 24 listopada 1994 w Hanowerze) – libański piłkarz grający na pozycji napastnika w jordańskim klubie Al-Faisaly Amman oraz reprezentacji Libanu.

## Kariera klubowa
Hilal El-Helwe soją karierę rozpoczął w czwartoligowym TSV Havelse, gdzie trafił z drużyny młodzieżowej. Po dwóch latach przeniósł się do drugiej drużyny Wolfsburga, która również grała w czwartej lidze. Zadebiutował przeciwko swojemu byłemu klubowi. Pierwszego gola w drużynie młodzieżowej Wolfsburga zdobył 1 listopada 2015 w meczu z VfV Borussia 06 Hildesheim. 22 czerwca 2016 został piłkarzem trzecioligowego Hallescher FC. Zadebiutował tam w meczu z Chemnitzer FC, a pierwszego gola w nowej drużynie zdobył w Pucharze Niemiec przeciwko 1. FC Kaiserslautern. W 2018 roku przeniósł się do greckiego Apollon Smyrnis. Spędził tam jeden sezon. Mimo spadku drużyny, El-Helwe został najlepszym strzelcem zespołu. W 2019 powrócił do Niemiec, gdzie grał w trzecioligowym SV Meppen.
Od 2021 jest zawodnikiem jordańskiego Al-Faisaly Amman. Zadebiutował 4 marca 2021 w meczu przeciwko Al-Ramtha SC. 10 kwietnia 2021 zadebiutował w lidze w meczu przeciwko Sahab SC.

## Kariera reprezentacyjna
W reprezentacji Libanu Hilal El-Helwe zadebiutował 8 września 2015 r. w meczu przeciwko Mjanmie. Pierwszego gola zdobył 26 marca 2016 r. również przeciwko Mjanmie. Został powołany na Puchar Azji 2019. Mimo braku awansu Libanu El-Helwe zdobył tam dwie bramki w meczu z Koreą Północną.